# Oliver Sorg
Oliver Sorg (* 29. května 1990, Engen, Západní Německo) je německý fotbalový obránce a reprezentant, v současnosti působí v německém klubu Hannover 96.

## Reprezentační kariéra
Oliver Sorg reprezentoval Německo v mládežnické kategorii U21.
V A-týmu Německa debutoval až 13. května 2014 v Hamburku pod trenérem Joachimem Löwem v přátelském zápase proti Polsku (remíza 0:0).